# Agamassan
Agamassan ist eine poröse Substanz die den sicheren Transport von Acetylen erlaubt, indem es das ansonsten instabile Gas absorbiert. Entwickelt und patentiert wurde es vom schwedischen Nobelpreisträger und Industriellen Gustaf Dalén. Dalén machte Acetylen damit anwendungsreif.
1896 entdeckten die französischen Chemiker Georges Claude und Albert Hess, dass Acetylen explosionssicher gelagert werden konnte, wenn man es in Aceton löste. Während die Menge der Flüssigkeit durch Kühlung oder Verbrauch abnahm, sammelte sich im darüber entstehenden Raum explosives Acetylengas. Die Lösung für dieses Problem bestand darin, das Acetylen in ein poröses Medium zu komprimieren.
Vor Daléns Arbeiten hatte es schon eine Anzahl Versuche gegeben, ein Material zu finden das genügend elastisch war, um schlagartigen Belastungen standzuhalten ohne zu brechen und gasgefüllte Hohlräume zu erzeugen.
Acetylen wird in zylindrischen Metallflaschen mit Agamassan geliefert. Das Agamassan ist zur Hälfte mit Dimethylformamid (DMF) oder Aceton gefüllt, worin das Acetylen gelöst ist. So können die Behälter sicher transportiert und verwendet werden.
In Schweden nennt man das Füllmaterial „AGA-massan“, zu deutsch „AGA-Masse“ oder „AGA-Material“. AGA Gas AB war das von Dalén gegründete Unternehmen. Das Material bestand ursprünglich unter anderem aus Asbest, Zement und Kohle. Das US-Patent von 1930 erwähnt auch Kieselgur.